# Hmotnostní cytometrie
Hmotnostní cytometrie je analytická metoda určená k získání multiparametrických dat o buňce nebo malé částici. Je založená na hmotnostní spektrometrii s indukčně vázaným plazmatem a průletovým analyzátorem (ICP TOF-MS, "inductively coupled plasma time-of-flight mass spectrometry") a používá se k charakterizaci vlastností jednotlivých buněk v suspenzi, jako je přítomnost specifických proteinů a makromolekul, jejich modifikací nebo jiných malých molekul.

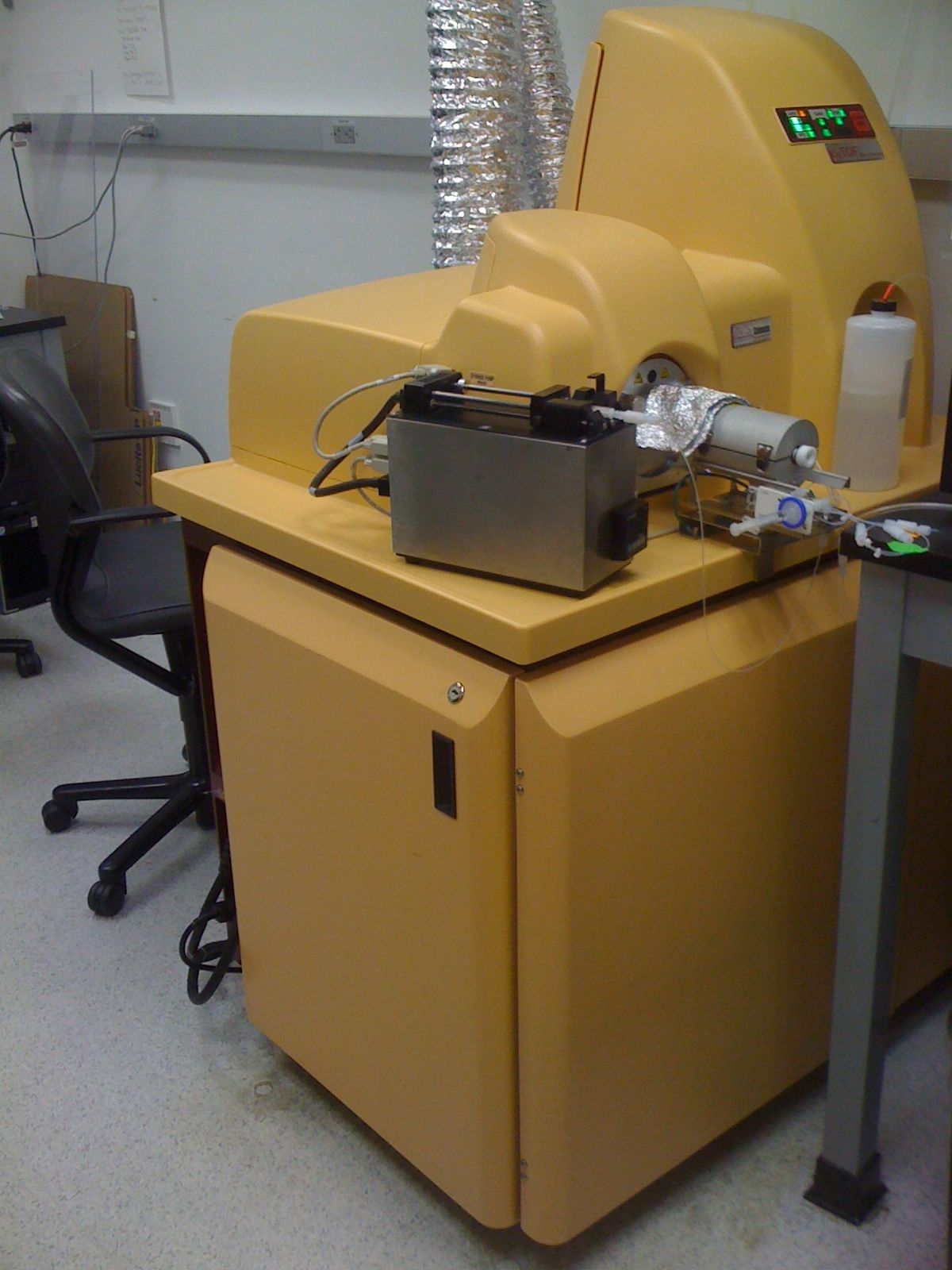
DVS Sciences CyTOF mass cytometer.

## Princip fungování
Tato metoda je založena na použití protilátek konjugovaných s multiatomovými značkami prvků vzácných zemin (dále kovů), namísto fluorescenčních značek. Jednotlivé označené buňky jsou vaporizované, atomy kovů jsou ionizované a analyzované pomocí hmotnostní spektrometrie s průletovým analyzátorem. Tento přístup oproti použití běžných fluorescenčně značených protilátek poskytuje o mnoho vyšší počet parametrů tím, že umožňuje simultánní použití více stabilních isotopů kovů, a tím je překonáno omezení dané spektrálním překryvem fluorescenčních značek. S tím souvisí další experimentální výhoda, že hmotnostní cytometrie nevyžaduje kompenzaci dat, což umožňuje přesné mutivariantní vyhodnocení až desítek parametrů pro každou analyzovanou buňku.

## Využití
Praktické využití hmotnostní cytometrie je v lékařských oborech imunologie, hematologie a onkologie, zejména pro imunofenotypizaci lidských leukemických linií a vzorků onkologických pacientů, diferenciální analýze buněk periferní a pupečníkové krve a identifikaci intracelulárních proteinů. Používá se při měření velmi heterogenních vzorků v oblasti studia krvetvorby, buněčného cyklu, produkce cytokinů a buněčné signalizace.

## Vyhodnocení dat
Přístroje jsou vybaveny softwarem, který umožňuje transformaci dat do standardního cytometrického formátu (FCS) a zjednodušuje tak jejich následnou analýzu pomocí některé ze standardních cytometrických platforem. Nové analytické nástroje se stále vyvíjejí vzhledem k vysoce dimenzionální charakteristice dat získaných na hmotnostním cytometru.

## Hmotnostní cytometr v ČR
Jediný hmotnostní cytometr v České republice se v současnosti nachází na Klinice dětské hematologie a onkologie 2. LF UK a FN Motol .

## Vývoj metodiky
Velkou limitací této metodiky zůstává její poměrně nízká rychlost měření (typicky v řádu desítek buněk / s) s tím, že změřený vzorek obsahuje pouze 100 tisíc buněk. Proto se vyvíjí další způsoby jak vzorek dopravit a ionizovat rychleji, respektive v kratších časových intervalech až do teoretického limitu 0,2-0,4 ms, například HECIS systém. To následně umožní měření až 1000 buněk/s.